# Varallo Pombia
Varallo Pombia (Varaa in lombardo, Varà in piemontese) è un comune italiano di 4 962 abitanti della provincia di Novara in Piemonte.

## Origine del nome
Il toponimo compare per la prima volta in un documento del 17 giugno 885, conservato nell'Archivio Capitolare di Santa Maria di Novara Signum + Luoni de Uuaralo testes.... Su antichi documenti in latino compare come Varalli Pombiae. Secondo qualche studioso, Varallo potrebbe essere un derivato di “variarius”, nel senso di terreno incolto, aspro.
Varallo Pombia compare anche con il nome di Varallum Plumbiense o Varadium-Plumbiae

## Società

### Evoluzione demografica
Abitanti censiti

## Geografia fisica
Altezza minima: 179 m s.l.m. (fiume Ticino) - Altezza massima: 347 m s.l.m. (monte Bugno).
Varallo Pombia dista circa 29 km da Novara, 14 da Arona, 54 km da Milano, 124 km da Torino. Dista inoltre 18 km dall'aeroporto di Milano-Malpensa.
Assieme ad altri 11 comuni, Varallo Pombia fa parte del Parco piemontese del Ticino.
Varallo Pombia si trova sul tracciato del Sentiero Europeo E1, sentiero escursionistico che si snoda tra il Nord Europa ed il Mediterraneo. Il sentiero s'inoltra nei boschi della Paniscèra e passa nella zona al confine tra i Comuni di Varallo Pombia e di Pombia dov'è situata la Riserva
Naturale Speciale denominata Campo dei Fiori - Casone (Campfiò).
Il fiume Ticino si snoda nel territorio di Varallo Pombia per più di 6 km segnando il confine con il Comune di Somma Lombardo e di conseguenza il confine tra le Province di Novara e di Varese e tra le Regioni Piemonte e Lombardia.
Nel territorio di Varallo Pombia si trovano i laghetti sportivi Pesorto: il lago piccolo ha una superficie di circa 10.000 m².con ed un perimetro di circa 400 metri, il lago grande ha una superficie di 35.000 m², una perimetro di 1100 metri circa, Entrambi con una profondità di circa 12 metri ed alimentati unicamente da acqua sorgiva ad una temperatura costante per tutto l'anno di circa 15 °C.
Nel 1876, nella lingua di terra creata dalla prima ansa del Ticino (tra Porto della Torre e Panperduto) venne costruita una fabbrica di dinamite dalla Società Dinamite d'Ascona che produsse circa mezzo milione di chilogrammi di dinamite utilizzata per la realizzazione della Traforo del Gottardo. Con la conclusione del traforo, nel 1880, la fabbrica venne chiusa.
Passeggiando nella zona di Campo dei Fiori ci si imbatte in grandi cumuli di ciottoli ma il Ticino scorre almeno 100 metri più in basso! Diverse ipotesi parlano di aurifodine (antiche miniere d'oro), miniere d'oro a cielo aperto; altri ipotizzano operazioni di bonifica terreni per creare vigneti. L'ipotesi più accreditata indica la presenza di questi grandi cumuli di ciottoli come residui del lavaggio dei terrazzi alluvionali auriferi. L'origine di questi cumuli, che assumono un aspetto misterioso e suggestivo, resta tuttavia ancora molto incerta.

### Dighe
La Diga di Porto della Torre, terminata nel 1954, è stata realizzata per creare un bacino che alimenta il Canale Regina Elena, che dopo un primo tratto di 1,5 km in galleria, irriga le campagne del Novarese.
Lo sbarramento fluviale di Porto della Torre è sormontato da un ponte stradale dove passa la Strada statale 336 dell'Aeroporto della Malpensa. Sull'estremità lombarda è stata realizzata la centrale idroelettrica di Porto della Torre disegnata dall'architetto Giò Ponti ed entrata in funzione nel 1955.
Immediatamente dopo si trova lo sbarramento del Panperduto, costituito verso la sponda piemontese da una diga artificiale a stramazzo che nella parte bassa termina con dei massi in cemento a forma prismatica che servono a rallentare le acque che si riversano nel corso naturale del Ticino; sulla sponda lombarda gran parte delle acque del Ticino vengono incanalate attraverso 30 porte a comando oleodinamico, che permette il sollevamento delle acque del fiume fino a 2 metri e mezzo per alimentare il Canale Villoresi ed il Canale Industriale. La diga ed il sistema di presa d'acqua sono stati inaugurati nel 1884.
In data 24 ottobre 2012 era stato annunciato, da parte di Regione Piemonte, lo stanziamento regionale che veicolava fondi di sviluppo europei per un importo di 13,5 milioni da utilizzarsi per la creazione di una conca di navigazione presso la Diga di Porto della Torre. Questa opera era considerata la più significativa sotto il profilo delle infrastrutture di tutto il progetto dell'idrovia Locarno-Milano-Venezia.
I lavori di costruzione dell'opera, a fine dicembre 2014, non risultavano ancora iniziati. Inizialmente si prevedeva di terminare l'opera in occasione di Expo 2015, ma non fu possibile.

## Monumenti e luoghi d'interesse

### Architetture religiose
- Chiesa parrocchiale dei Santi Vincenzo e Anastasio
- Santuario della Madonna del Rosario di San Pietro (chiamata anche "Madonna della Cintura"), Il santuario è stato ricostruito nel XVIII secolo sulle rovine di una preesistente chiesa duecentesca intitolata a San Pietro. La facciata a capanna in cotto con lesene e timpani, risulta incompleta con nicchie per statue vuote. Ha tre navate con cappelle laterali (tre per parte), abside quadrangolare con coro dietro all'altare maggiore e una copertura con volta a botte. Le volte della navata centrale e del presbiterio sono totalmente affrescate (affreschi ottocenteschi). A lato dell'altare maggiore, vi è grande dipinto (datato 1938) eseguito da un artista originario di Varallo Pombia raffigurante l'episodio miracoloso della sacra immagine posta entro un'edicola che "si rende viva" agli occhi di una giovinetta sordomuta, che riacquistò l'udito e la parola davanti all'immagine mariana. Di particolare interesse la tela restaurata nel 2009 "Martirio di Santa Cristina" olio su tela cm 300 x 180 del 1693 posto nella cappella di Santa Cristina - navata laterale sinistra del pittore Andrea Lanzani.
- Chiesa della Santissima Trinità (frazione Cascinetta)
- Oratorio di San Giovanni Battista sul lato sinistro della Chiesa Parrocchiale
- Oratorio dei Santi Rocco e Filippo in piazza Mazzini
- Oratorio dei Santi Michele e Sebastiano (Lazzaretto)
- Oratorio dei Santi Giuseppe e Gioacchino (interno a Palazzo Caccia)

### Architetture civili
- Villa Bollini Simonetta Mocenigo Soranzo, Palazzo Comunale, posta su una collinetta nel centro del paese, ha mantenuto le caratteristiche architettoniche originali, di seicentesca casa patrizia completata da un bellissimo parco ricco di piante rare.
- Palazzo Caccia o Casa Priuli Caccia
- Monumento ai caduti (piazza Marconi)
- Monumento ai caduti (via Cesare Pavese)

## Cultura

### Museo archeologico Carlo Marazzini
Situato all'interno del Palazzo Comunale. Molti dei reperti raccolti risalgono all'età del ferro, provenienti da scavi di necropoli situate nel territorio circostante ed associati alla cultura di Golasecca.

### Pinacoteca
La Pinacoteca comunale "Cesare Belossi" di Villa Soranzo allestisce ogni anno diverse mostre di arte contemporanea. Ad ogni espositore viene chiesto di donare un'opera alla pinacoteca e così lo spazio permanente negli anni si è arricchito di più di 60 opere tutte da ammirare.

### Eventi e ricorrenze
Festa patronale: il primo martedì dopo Pasqua.
Sant'Anna, compatrona (26 luglio): processione per le vie del paese con la statua della Santa.
Pellegrinaggio votivo al Sacro Monte di Varese: primo sabato si settembre.
Tra tutte le iniziative di interesse culturale spiccano le mostre organizzate periodicamente dalla Pinacoteca comunale, il festival VaralloPop, che si svolge ogni anno a luglio e il concorso canoro Non DorMiRe Canta, che si svolge ogni anno a settembre.
Da notare anche il Festival del cinema, organizzato dal Popolo delle Ortiche, associazione no profit volta alla produzione di cortometraggi e varie iniziative culturali ed artistiche.
Grande importanza nel paese ha riscosso l'associazione ProBaby dedicata ai bambini e alle loro famiglie. Dal 2007 collabora con l'oratorio per l'organizzazione e la realizzazione della Via Crucis vivente che attraversa ogni anno, nel periodo pasquale, gli spazi della casa parrocchiale e dell'oratorio, il parco e la villa comunale e la via Martiri della libertà terminando con la crocifissione sul monte della chiesa della Madonna.
Fiore all'occhiello dell'associazione il Festival del bimbo che si svolge l'ultima domenica del mese di maggio.
Ogni anno riscontra molto interesse il Carnuè da Varà, sfilata di carri carnevaleschi con le tradizionali maschere varalpombiesi il Carlin e la Marietta. Il carnevale varalpombiese, organizzato dalla Pro Varallo Pombia, ha festeggiato nel 2013 i 40 anni.

## Istruzione
- Asilo Nido "Giovanni, Ugo e Maria Anita Ingignoli"
- Scuola dell'Infanzia "G. Bolognino"
- Scuola Primaria Statale "G. Di Vittorio"
- Scuola Secondaria di 1º Grado Statale Intercomunale "Don G. Rossi" - Servizio in convenzione con i Comuni di Pombia e Divignano

## Infrastrutture e trasporti
- Stazione ferroviaria Varallo Pombia, sulla linea Arona-Novara, situata vicino al centro del paese. La linea ferroviaria rientra nel Corridoio Europeo n.6 Genova-Rotterdam detto dei 2 Mari che prevede un raddoppio della linea per il tratto Arona-Vignale entro il 2020.[13]
- Stazione ferroviaria Porto Varallo Pombia, sulla linea Luino-Oleggio, situata vicino al fiume Ticino in una zona boschiva a qualche chilometro dal paese. Dal 15 dicembre 2013 la stazione risulta chiusa al servizio viaggiatori.
- Approdo di Varallo Pombia in località Trota Vagabonda, sulla via fluviale denominata Via dei marmi ed attualmente percorribile nel tratto da Sesto Calende a località Porto della Torre.

## Amministrazione
Di seguito è presentata una tabella relativa alle amministrazioni che si sono succedute in questo comune.
| Periodo         | Periodo        | Primo cittadino       | Partito                              | Carica      | Note   |
| --------------- | -------------- | --------------------- | ------------------------------------ | ----------- | ------ |
| 3 novembre 1988 | 5 marzo 1989   | Luciano Brunetti      |                                      | Comm. pref. | [ 14 ] |
| 5 marzo 1989    | 13 giugno 1994 | Stefano Boggio        | Partito Socialista Italiano          | Sindaco     | [ 14 ] |
| 13 giugno 1994  | 25 maggio 1998 | Stefano Boggio        | Partito Socialista Italiano          | Sindaco     | [ 14 ] |
| 25 maggio 1998  | 28 maggio 2002 | Stefano Boggio        | sinistra                             | Sindaco     | [ 14 ] |
| 28 maggio 2002  | 28 maggio 2007 | Luigi Mario Parachini | centro-sinistra                      | Sindaco     | [ 14 ] |
| 28 maggio 2007  | 7 maggio 2012  | Luigi Mario Parachini | lista civica                         | Sindaco     | [ 14 ] |
| 7 maggio 2012   | 5 agosto 2021  | Alberto Pilone        | lista civica Progetto Varallo Pombia | Sindaco     | [ 14 ] |
| 4 ottobre 2021  | in carica      | Joshua Carlomagno     | lista civica Varallo Pombia Insieme  | Sindaco     |        |

### Gemellaggi
- Thionville
- Acciano (gemellaggio siglato domenica 18 aprile 2010 per sancire e rendere più solido il legame nato tra le popolazioni colpite dal terribile sisma del 6 aprile 2009 di Acciano e delle frazioni Succiano e Beffi in provincia dell'Aquila, e i volontari della protezione civile varalpombiese)